# Mastos

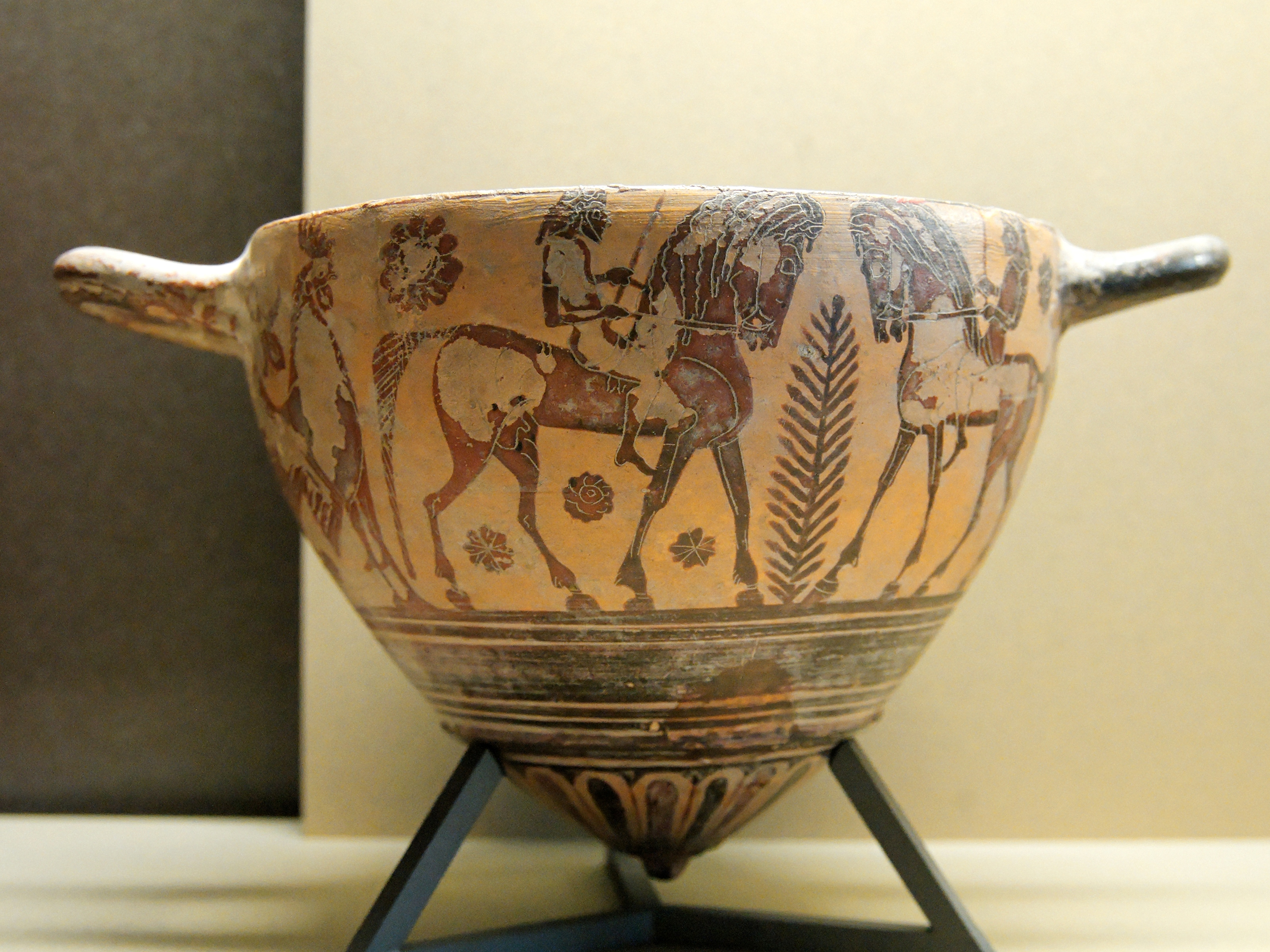
Korinthisch-schwarzfiguriger Mastos mit einer Reiterdarstellung, um 570/550 v. Chr., Louvre

Mastos (altgriechisch μαστός mastós; Mehrzahl: Mastoi) ist ein Trinkgefäß der griechischen Antike.
Die Mastos-Form wurde in Korinth entwickelt, von wo sie auch von attischen Töpfern übernommen wurde. Vor allem im Athen der spätarchaischen Zeit war es eine beliebte Form des Trinkgefäßes. Erhalten sind nur wenige attische Exemplare, die alle aus der zweiten Hälfte des 6. Jahrhunderts v. Chr. stammen. Rotfigurige Mastoi sind sehr selten. Sie haben die Form einer weiblichen Brust mit einer Brustwarze im Zentrum, von der sich ihre Bezeichnung ableitet. Meist haben Mastoi einen vertikalen und einen horizontalen, manchmal zwei vertikale Henkel. Die Gefäße sind im Schnitt etwa 15 Zentimeter hoch. Bilder auf Mastoi folgen meist einfachen Dekorationsschemen. Nach der Form wurde der schwarzfigurige Mastos-Maler benannt. Auf einem Vasenbild des KX-Malers ist ein Mastos an der Wand hängend abgebildet. Eine nahe verwandte Form ist der Mastoid.